# Oblast' della Transcarpazia
L'oblast' della Transcarpazia (in ucraino Закарпатська область, Zakarpats'ka oblast'; in ruteno Подкарпатьска област, Podkarpat'ska oblast; in ungherese Kárpátalja) è una delle 24 regioni dell'Ucraina. Corrisponde alla regione storico-geografica della Rutenia subcarpatica.

## Geografia fisica

Geografia fisica della Transcarpazia

L'oblast' ha una superficie totale di 12800 km² ed è l'unica dell'Ucraina a confinare con quattro paesi diversi: Polonia, Slovacchia, Ungheria e Romania. A ovest confina con le regioni di Prešov e Košice della Slovacchia e con le contee ungheresi orientali di Borsod-Abaúj-Zemplén e Szabolcs-Szatmár-Bereg, il confine meridionale è con i distretti rumeni di Satu Mare e Maramureş, a est e nord-est con l'oblast' di Ivano-Frankivs'k e a nord con l'oblast' di Leopoli e il Voivodato della Precarpazia.
Dal punto di vista geografico la regione fa parte di due unità morfologiche diverse, a nord i Carpazi Selvosi, a sud la Pianura Ungherese. I Carpazi Selvosi constano nella parte settentrionale d'una larga fascia d'arenarie, alle quali s'appoggia verso sud il rilievo in parte vulcanico dei Monti Vihorlat, mentre a sud-est le arenarie toccano la massa cristallina delle Alpi di Maramureş. L'aspetto è quello d'una montagna di media altezza, plasmata da valli giovanili, nelle quali i fiumi scorrono longitudinali nel corso superiore per aprirsi poi la strada verso la pianura ungherese incidendo delle strette. Le valli principali, spesso tra loro parallele, sono da occidente a oriente, quelle dell'Už (affluente del Bodrog), Latorica, Boržava, Rika, Terebla, Teresva e Tibisco Nero. Il clima presenta caratteri notevolmente continentali; inverni freddi con poche precipitazioni, estati calde e umide. A Užhorod la media di gennaio è −1,2 °C, quella di luglio 21,3 °C, ma si sono avuti minimi di −28,2 °C e massimi di 38,6 °C. A Mukačevo la media di luglio è 20,0 °C, quella di gennaio −2,7 °C. La piovosità aumenta verso i Carpazi, dove tuttavia vi sono delle plaghe di minore precipitazione; Užhorod ha 731 mm, Mukačevo 683.

## Nomi
Nel corso della sua travagliata storia, la regione ha avuto parecchie denominazioni:
- Rutenia subcarpatica (ossia la parte della Rutenia ai piedi dei Carpazi); in ceco e slovacco: Podkarpatská Rus; in ucraino: Підкарпатська Русь (Pidkarpats'ka Rus');
- Rutenia carpatica (variante di quanto sopra); in ceco e slovacco: Karpatská Rus; in ucraino: Карпатська Русь (Karpats'ka Rus');
- Rutenia (dizione impropria, perché la Rutenia è un concetto storico-geografico più ampio);
- Ucraina transcarpatica (ossia la parte dell'Ucraina al di là dei Carpazi, secondo il punto di vista ucraino); in ceco e slovacco: Zakarpatská Ukrajina; in ucraino: Закарпатська Русь (Zakarpats'ka Rus');
- Ucraina subcarpatica (variante di quanto sopra, secondo il punto di vista occidentale); in ceco e slovacco: Podkarpatská Ukrajina;
- Ucraina carpatica (variante di quanto sopra, un po' più imprecisa perché non specifica che la regione si estende solo sul lato meridionale dei Carpazi; dal punto di vista storico tuttavia ha un significato ben preciso, perché si applica allo stato che fu indipendente per pochi giorni nel 1939); in ceco e slovacco: Karpatská Ukrajina; in ucraino: Карпатська Україна (Karpats'ka Ukraïna);
- Subcarpazia (traduzione dai rispettivi lemmi nelle lingue slave); in ceco e slovacco: Podkarpatsko;
- Transcarpazia (dal punto di vista ucraino, altrimenti bisognerebbe parlare di "Ciscarpazia", ma il termine non è usuale); in ceco e slovacco: Zakarpatsko; in ucraino: Закарпаття (Zakarpattja); in romeno: Transcarpatia.
- Maramureș del Nord o Maramureș storico - Termine utilizzato dagli autoctoni del Maramureș meridionale ovvero quello Rumeno.

## Storia
Le terre della Transcarpazia fecero parte del Regno d'Ungheria sin dall'896, seguendone le vicissitudini all'interno dell'Impero asburgico fino alla dissoluzione dell'Austria-Ungheria.
Territori estremi orientali della Cecoslovacchia dal 1919 al 1939, la Transcarpazia venne occupata dall'Ungheria filonazista durante la seconda guerra mondiale, per poi essere annessa all'Unione Sovietica nel 1945. Dal 1991, è la regione più occidentale dell'Ucraina.

## Popolazione

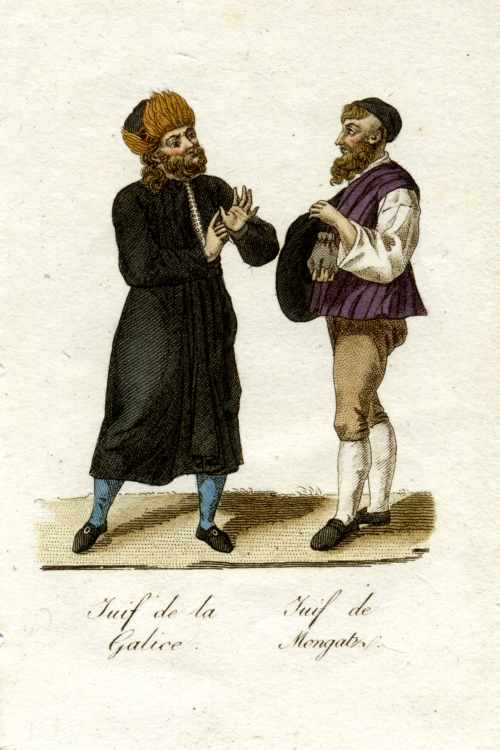
Ebreo della Galizia (sinistra) e di Mukačevo (destra), 1821

In base all'ultimo censimento del 2001, la popolazione della Rutenia subcarpatica (oblast' di Transcarpazia) è composta come segue:
- Ucraini: 909 288  (72,5%)
- Ungheresi: 252 312 (20,1%)
- Romeni: 32 100 (2,6%)
- Russi: 31 000 (2,5%)
- Rom: 14 000 (1,1%)
- Ruteni: 10 000 (0,8%)
- Slovacchi: 5 600 (0,5%)
- Tedeschi: 3 500 (0,3%)

Una piccola parte della popolazione (0,8%) si dichiara rutena; lo status di tale minoranza è stato riconosciuto dal Consiglio dell'oblast' di Transcarpazia solo nel 2007. I ruteni parlano la lingua rutena, imparentata con l'ucraino e diffusa in tutto il territorio della Rutenia subcarpatica (alcune isole linguistiche si estendono in Ungheria, Romania e Polonia).
Nel giro degli ultimi cento anni è diminuita drasticamente la presenza tedesca e ungherese (che nel 1880 misurava rispettivamente l'8% e il 26%) a favore di quella rutena/ucraina, così come quella russa che, pur essendo sorta in epoca posteriore, ammontava al 4% della popolazione nel 1989.

## Religione

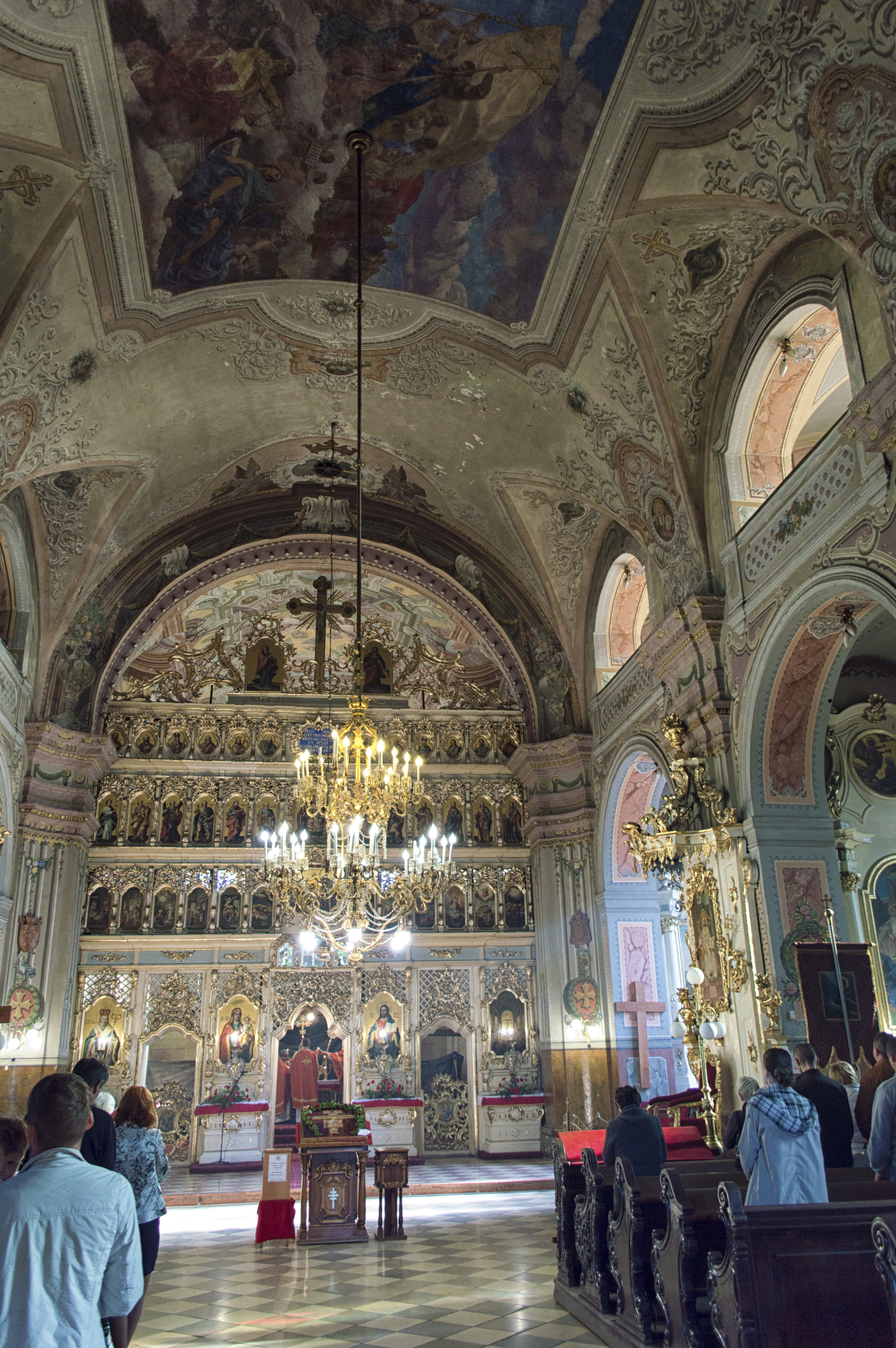
L'interno della cattedrale dell'Esaltazione della Croce a Užhorod.

Un territorio che ha visto tante traversie storiche, si è trovato anche sul confine tra il mondo occidentale, di religione cattolica e rito latino e quello orientale, di rito bizantino.
Caratteristica fu pertanto l'identificazione del popolo ruteno con la confessione uniate, cattolica per quello che riguarda l'obbedienza al primato del Papa, ma bizantina in quanto a liturgia. Nei momenti della persecuzione religiosa, tuttavia le autorità politiche fecero di tutto per il distacco della Chiesa rutena da quella romana. Con la dissoluzione dell'URSS da un lato si è avuto un riaffermarsi dei vincoli della Chiesa greco-cattolica rutena con la Chiesa romana, dall'altro un recupero degli elementi tradizionali della liturgia, eliminando la latinizzazione dei riti intervenuta in epoca recente.
Nella regione era consistente anche la presenza ebraica.

## Geografia antropica

Distretti e città dell'oblast'

### Suddivisioni amministrative dopo il 2020
L'oblast' è suddivisa in 6 distretti:
- Berehove
- Chust
- Mukačevo
- Rachiv
- Tjačiv
- Užhorod

I dati che seguono mostrano il numero di ogni tipo di suddivisione amministrativa:
- Distretti: 6
- Città: 11
- Insediamenti rurali: 19
- Villaggi: 579

### Suddivisioni amministrative prima del 2020
Prtima della riforma amministrativa del 2020 c'erano 13 rajon (distretti) nell'oblast':
- Distretto di Berehove (54.062)
- Distretto di Iršava - Iršava (capoluogo) (100.905)
- Distretto di Chust (capoluogo) (96.960)
- Distretto di Mižhir'ja - (49.890)
- Distretto di Mukačevo (101.443)
- Distretto di Perečyn (32.026)
- Distretto di Rachiv (90.945)
- Distretto di Svaljava (54.869)
- Distretto di Tjačiv (171.850)
- Distretto di Užhorod (74.399)
- Distretto di Velykyj Bereznyj (28.211)
- Distretto di Volovec' (25.474)
- Distretto di Vynohradiv (117.957)

I dati che seguono mostrano il numero di ogni tipo di suddivisione amministrativa:
- Distretti: 13
- Città: 11
- Insediamenti rurali: 19
- Villaggi: 579